# Dan Reynolds
Pour les articles homonymes, voir Reynolds.
Daniel Coulter Reynolds, dit Dan Reynolds, est un chanteur, auteur-compositeur-interprète et producteur de musique américain, né le 14 juillet 1987 à Las Vegas dans le Nevada. Il est le chanteur du groupe de musique Imagine Dragons. Depuis 2014, il figure au Songwriters Hall of Fame

## Biographie

### Jeunesse
Septième d'une fratrie de neuf enfants, Dan Reynolds est né le 14 juillet 1987 à Las Vegas. Élevé au sein de la communauté mormone de l'Église de Jésus-Christ des saints des derniers jours, il effectue à l'âge de 19 ans son service missionnaire de deux ans au Nebraska. Bien qu'appartenant à la communauté mormone durant sa jeunesse, il a déclaré avoir des désaccords doctrinaux avec la position de l'église sur l'homosexualité et avoir perdu la foi.
Dan Reynolds étudie au lycée Bonanza à Las Vegas. C'est à cette période qu'il écrit la chanson I Bet My Life, évoquant sa relation conflictuelle avec ses parents. Il fréquente ensuite l'université Brigham Young dans l'Utah où il étudie la communication, le marketing et la musique. Pendant son séjour à BYU, il fonde le groupe de musique Imagine Dragons et remporte un concours universitaire de musique.

### Imagine Dragons (depuis 2008)
Dan Reynolds forme avec son ami guitariste Wayne Sermon, le groupe de musique Imagine Dragons. Ces derniers sont très vite rejoints par deux camarades de promotion, le bassiste Ben McKee et le batteur Daniel Platzman. Le groupe des quatre garçons se produit presque tous les soirs dans des clubs et casinos de la ville de Las Vegas, avant d'être remarqué par le célèbre producteur de musique Alex da Kid. En novembre 2011, ils signent avec le label Universal Interscope Records et commencent à travailler sur leur premier album studio Night Visions. C'est un succès international saisissant, suivent alors ensuite les albums Smoke + Mirrors en 2015 et Evolve en 2017. En novembre 2018, le groupe sort son quatrième album studio, Origins. Le cinquième album du groupe, intitulé Mercury, est divisé en deux parties. Le premier acte est dévoilé en 2021 et le second en 2022.

Le groupe totalise environ 74 millions d’albums vendus et 160 milliards de streams dans le monde entier, trois American Music Awards, dix Billboard Music Awards et un Grammy Award. Le 12 juin 2014, Dan Reynolds est intronisé au Songwriters Hall of Fame. 

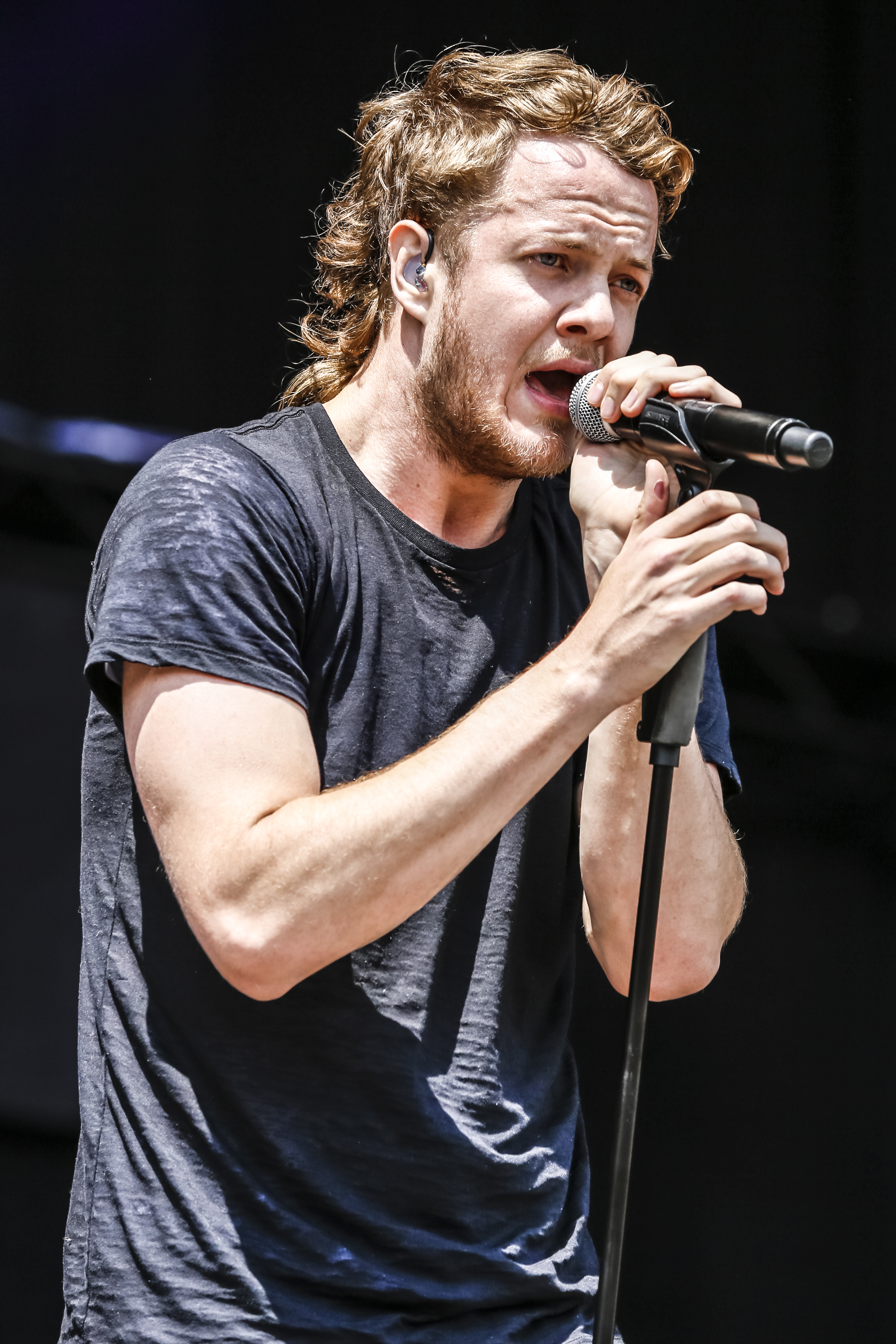
Dan Reynolds en concert au Rock am Ring en 2013

### Producteur et collaborations
En plus d'Imagine Dragons, Dan Reynolds a produit de la musique avec sa femme Aja Volkman (en) à travers le projet Egyptian, un seul EP est sorti en 2011.
En 2013, après avoir découvert le groupe X Ambassadors, Dan Reynolds a négocié pour eux un contrat d'enregistrement avec Interscope Records. Il a écrit plusieurs chansons pour le groupe et figure en duo sur leur premier album, VHS.
Depuis 2016, Dan Reynolds possède son propre label, Night Street Records, sous l'empreinte d'Interscope Records. La première artiste qu'il a produit est la chanteuse d'hip-hop alternatif K.Flay.
Dan Reynolds a notamment collaboré avec le DJ suédois Avicii (Heart Upon My Sleeve), le groupe de rock Nico Vega (I Believe et I'm On Fire), l'artiste Steve Angello (Someone Else), le duo américain The Chainsmokers (Last Day Alive), le compositeur de musique Hans Zimmer (Skipping Stones), le DJ norvégien Kygo (Born To Be Yours), le chanteur britannique Yungblud (Original Me) et le rappeur J.I.D (Enemy).
En juin 2016, Dan Reynolds collabore avec Lil Wayne, Wiz Khalifa, Logic, Ty Dolla Sign et X Ambassadors sur le titre Sucker for Pain tiré de la bande originale du film Suicide Squad,.

## Influences
Dan Reynolds cite Arcade Fire, Nirvana, Muse, The Beatles, Paul Simon, Coldplay, Linkin Park, Soundgarden, Harry Nilsson ou encore U2 comme certaines de ses influences artistiques et de celles de son groupe Imagine Dragons. Pour écrire et composer le chanteur s’inspire d'influences musicales très « rock »,.

## Vie privée

### Santé
Dan Reynolds a annoncé, en 2018, qu'il souffrait de spondylarthrite ankylosante, une maladie inflammatoire de la colonne vertébrale diagnostiquée à l'âge de 24 ans et de rectocolite hémorragique, une maladie inflammatoire chronique de l'intestin, diagnostiquée à l'âge de 21 ans. Ce sont ces souffrances qui lui ont inspiré son titre Believer.
Dan Reynolds a affirmé être dépressif depuis son adolescence. La musique a été un véritable refuge, lui permettant d'exprimer ses émotions les plus sombres, à l'image du premier album Night Visions. En avril 2018, il a commencé à parler de ses problèmes de santé physique et mentale sur ses réseaux sociaux, notamment dans le but de déstigmatiser et de changer la façon dont la société perçoit la dépression[source secondaire souhaitée].

### Mariage
En 2010, Dan Reynolds rencontre la chanteuse Aja Volkman (en), qu'il épouse le 5 mars 2011. Le couple a trois filles : Arrow Eve Reynolds (née le 18 août 2012), puis les jumelles Gia James et Coco Rae Reynolds (nées le 28 mars 2017). En avril 2018, le couple annonce qu'ils sont séparés après sept ans de mariage. Cependant, en novembre 2018, Dan Reynolds annonce qu'ils se sont réconciliés. Le 1er octobre 2019, ils accueillent leur quatrième enfant, un garçon prénommé Valentine Reynolds. En septembre 2022, le couple annonce être de nouveau séparé et en procédure de divorce, après onze ans de mariage. Le divorce est prononcé en mars 2024. 
En novembre 2022, il officialise son couple avec l'actrice Minka Kelly.

## Philanthropie

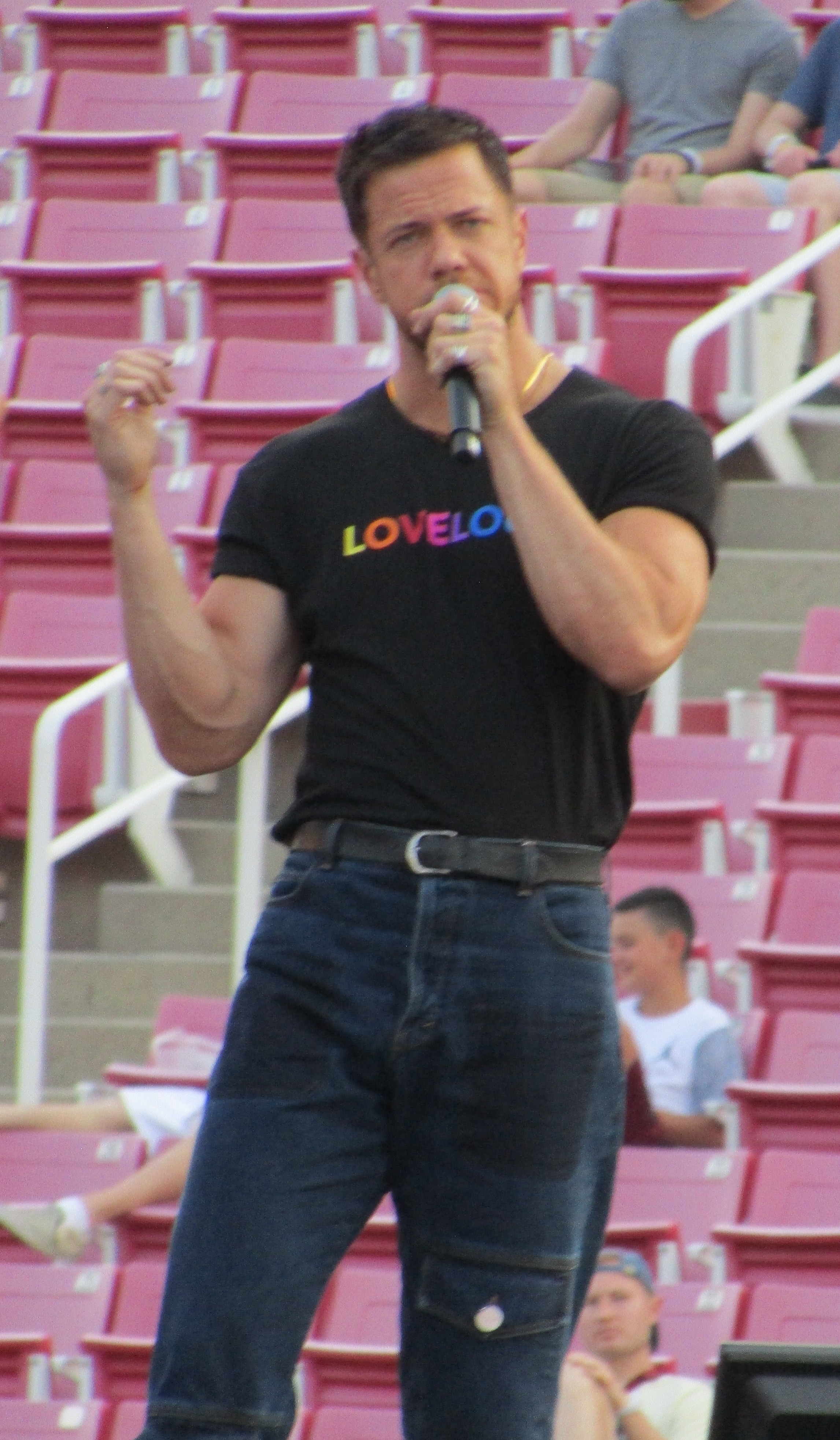
Dan Reynolds en concert au festival caritatif LOVELOUD en 2018

Dan Reynolds est engagé dans de nombreuses œuvres caritatives lui tenant à cœur. Depuis 2013, après la mort d'un fan d'Imagine Dragons, il fonde la Tyler Robinson Foundation qui aide les familles dont les enfants sont atteints de cancer. En 2018, lors du gala annuel de la fondation, 2,1 millions de dollars ont été levés pour soutenir les jeunes aux prises avec le cancer.
Dan Reynolds est également un grand militant des droits des personnes LGBT+. Il a fondé en 2017 la LOVELOUD Foundation venant en aide contre le suicide des adolescents, en particulier dans les milieux religieux comme l'église chrétienne restaurationniste. La LOVELOUD Foundation cherche « à offrir de l'espoir aux jeunes, en leur faisant savoir qu'ils ne sont pas seuls et en encourageant l'acceptation dans leur foyer et dans leur communauté ». La fondation organise chaque année un festival caritatif auquel le chanteur Dan Reynolds participe. L'événement de 2018 a recueilli environ un million de dollars. Un documentaire (Believer), dans lequel Dan Reynolds retrace la difficile intégration des jeunes LGBT dans sa communauté mormone, est produit en 2018 par la chaîne HBO. En 2021, le chanteur fait don de sa maison d'enfance à Las Vegas, estimée à un million de dollars, afin de construire de nouveaux centres pour jeunes.
En soutien au mouvement Black Lives Matter, le guitariste Tom Morello du groupe Rage Against The Machine collabore en juillet 2020 avec Dan Reynolds et l'activiste Shea Diamond, l’ensemble des recettes généré par le single (Stand Up) est reversé à quatre associations en faveur des droits civiques.
Dans le contexte de la guerre en Ukraine, Dan Reynolds devient ambassadeur de la plateforme United24, une plateforme de collecte de dons, mise en place par le président Volodymyr Zelensky et la première dame Olena Zelenska, pour venir en aide à la population ukrainienne. En solidarité avec le peuple ukrainien, le groupe Imagine Dragons avait annoncé l'annulation de l'intégralité de ses concerts en Russie et ainsi que le retrait de leur musique dans les magasins du pays.

## Discographie

### Imagine Dragons
- 2012 - Night Visions
- 2015 - Smoke + Mirrors
- 2017 - Evolve
- 2018 - Origins
- 2022 - Mercury
- 2024 - Loom
- 2025 - Smoke + Mirrors 10

### Egyptian
- 2011 - Egyptian (EP)

## Filmographie
| Année | Titre                        | Rôle                   |
| ----- | ---------------------------- | ---------------------- |
| 2015  | A History of Rock            | Older Jack (narrateur) |
| 2018  | Believer                     | Lui-même,              |
| 2018  | Ralph 2.0                    | Lui-même               |
| 2025  | Nouvelle vie à Ransom Canyon | Billy Brinks           |